# Billy Connolly
William „Billy“ Connolly (* 24. listopadu 1942 Glasgow) je britský komik, hudebník a herec. Na začátku 60. let pracoval jako svářeč v glasgowských loděnicích, což bylo jeho první zaměstnání. Na konci 60. let se stal známým folkovým zpěvákem. V polovině 70. let opět změnil svoji práci a stal se komikem, kterým je dodnes. Connolly rovněž hrál v několika filmech (např. v Posledním samuraji nebo Řadě nešťastných příhod).